# Karl-Hermann Beeck
Karl-Hermann Beeck (* 23. Oktober 1927 in Remscheid-Lüttringhausen; † 26. Oktober 2014 in Remscheid) war ein deutscher Historiker.

## Leben
Beeck studierte nach dem Besuch des Röntgen-Gymnasiums in Remscheid-Lennep Geschichte und Germanistik an den Universitäten Köln, Frankfurt und Bonn. Nach seiner Promotion in Köln 1957 mit einer Dissertation über „Die Gründung der Deutschen Staatspartei im Jahre 1930 im Zusammenhang der Neuordnungsversuche des Liberalismus“ war er bis 1965 im Schuldienst am Wuppertaler Wilhelm-Dörpfeld-Gymnasium tätig. 1966 wurde er Professor an der Pädagogischen Hochschule Rheinland, Abteilung Wuppertal. Von Gründung der Gesamthochschule Wuppertal im Jahr 1972 bis zu seiner Emeritierung 1993 war Beeck Professor im Lehr- und Forschungsgebiet „Landesgeschichte und Didaktik der Geschichte“ an der Bergischen Universität – Gesamthochschule Wuppertal. 
Beeck setzte sich dort schwerpunktmäßig mit der Didaktik, der Regionalgeschichte wie mit der Mentalitätsgeschichte auseinander. Er erwarb sich zusammen mit seinem Fachkollegen Günther van Norden Verdienste um den Aufbau und die Entwicklung des Fachs Geschichte in Wuppertal. Ab den 1970er Jahren sammelte er Unterlagen zur Wuppertaler Hochschulgeschichte für ein von ihm geplantes Hochschularchiv, die 2002 vom dortigen Universitätsarchiv übernommen wurden.

## Schriften (Auswahl)

### Monografien
- Die Pädagogische Hochschule in Wuppertal von 1959 bis zur Gründung der Gesamthochschule Wuppertal 1972. Die Ära der Reform, Institut für Schulforschung und Lehrerbildung, Wuppertal 1999.
- Die evangelische Pädagogische Akademie Wuppertal 1946 bis 1959. Die Ära Hammelsbeck, Institut für Schulforschung und Lehrerbildung, Wuppertal 1998.
- Kleinbürger und Revolution. Harmagedon 1918, Henn, Kastellaun 1977.
- Friedrich Wilhelm Dörpfeld, Anpassung im Zwiespalt. Seine politisch-sozialen Auffassungen, Luchterhand, Neuwied 1975.
- Geschichte, Politik. Kommentar des neuen Lehrplans für Hauptschulen. Grundlinien einer Fachdidaktik, Wuppertal 1970.

### Herausgeberschaften
- Bergische Unternehmergestalten im Umbruch zur Moderne, Schmidt, Neustadt/Aisch 1996.
- Gründerzeit. Versuch einer Grenzbestimmung im Wuppertal, Rheinland-Verlag, Köln 1984.
- Landesgeschichte im Unterricht, Henn, Ratingen 1973.